# زو گوا
زو گوا (انگلیسی: Zhu Guo؛ زادهٔ ۱۴ ژوئن ۱۹۸۵) تکواندوکار اهل چین است.